# Rico (Colorado)
Rico és una població dels Estats Units a l'estat de Colorado. Segons el cens del 2000 tenia 205 habitants.

## Demografia
Segons el cens del 2000, Rico tenia 205 habitants, 104 habitatges, i 47 famílies. La densitat de població era de 102,8 habitants per km².
Dels 104 habitatges en un 18,3% hi vivien nens de menys de 18 anys, en un 37,5% hi vivien parelles casades, en un 4,8% dones solteres, i en un 54,8% no eren unitats familiars. En el 39,4% dels habitatges hi vivien persones soles el 3,8% de les quals corresponia a persones de 65 anys o més que vivien soles. El nombre mitjà de persones vivint en cada habitatge era d'1,97 i el nombre mitjà de persones que vivien en cada família era de 2,62.
Per edats la població es repartia de la següent manera: un 15,1% tenia menys de 18 anys, un 8,8% entre 18 i 24, un 50,7% entre 25 i 44, un 22% de 45 a 60 i un 3,4% 65 anys o més.
L'edat mediana era de 35 anys. Per cada 100 dones de 18 o més anys hi havia 148,6 homes.
La renda mediana per habitatge era de 36.667 $ i la renda mediana per família de 55.625 $. Els homes tenien una renda mediana de 31.806 $ mentre que les dones 23.750 $. La renda per capita de la població era de 21.920 $. Entorn del 13,2% de les famílies i el 13,8% de la població estaven per davall del llindar de pobresa.

## Poblacions més properes
El següent diagrama mostra les poblacions més properes.